# 1-Metilnaftaleno
1-Metilnaftaleno é um hidrocarboneto aromático, extraído do alcatrão.
Seu número de cetano é zero. Este composto foi utilizado como a referência inicial para a determinação do número de cetano, mas, por seu custo e dificuldade de manipulação, foi substituído pelo isocetano, com número de cetano igual a 15.